# Eugnophomyia
Eugnophomyia är ett släkte av tvåvingar. Eugnophomyia ingår i familjen småharkrankar.

## Dottertaxa tillEugnophomyia, i alfabetisk ordning[1]
- Eugnophomyia apache
- Eugnophomyia azrael
- Eugnophomyia chirindensis
- Eugnophomyia curraniana
- Eugnophomyia darlingtoni
- Eugnophomyia elegans
- Eugnophomyia excordis
- Eugnophomyia flagrans
- Eugnophomyia flammeithorax
- Eugnophomyia funebris
- Eugnophomyia funerea
- Eugnophomyia fuscocostata
- Eugnophomyia glabripennis
- Eugnophomyia golbachi
- Eugnophomyia incurvata
- Eugnophomyia juniniana
- Eugnophomyia leucoplaca
- Eugnophomyia luctuosa
- Eugnophomyia melancholica
- Eugnophomyia pammelas
- Eugnophomyia peramoena
- Eugnophomyia perelegans
- Eugnophomyia perlaeta
- Eugnophomyia posticata
- Eugnophomyia preclara
- Eugnophomyia silindicola
- Eugnophomyia stuckenbergiana
- Eugnophomyia tempestiva
- Eugnophomyia turneri
- Eugnophomyia vivasberthieri